# Google România
Google România, cunoscută și ca Google Bucharest, este filiala din România a companiei americane Google. Compania locală a fost înființată în 2010 și are sediul în București, acolo unde deține singurul său birou. Google operează cel mai puternic motor de căutare pe Internet din lume, denumit Google Search. 
Corporația americană a decis să își extindă activitatea în România  cu scopul de a oferi mai multe servicii în limba română și de a crește numărul companiilor de pe piața locală care apelează la serviciile sale. Biroul din București face parte din cele peste 70 de birouri Google, în mai mult de 40 de țări.

## Istorie
În noiembrie 2010, Google anunța înființarea biroului local din București, numindu-l în funcția de Country Manager (Director General) pe românul Dan Bulucea. Înainte de a se alătura echipei Google, Bulucea activase 12 ani în cadrul Microsoft, la birourile din România și Germania ale companiei.
Un an mai târziu, Mohammad Gawdat, unul dintre vicepreședinții companiei americane, afirma că Google a intrat târziu pe piața românească, fiind mai potrivită deschiderea unui birou încă din anul 2007 sau 2008. Corporația angajase în 2007 un consultant pentru piața locală, pe Radu Tudorache, însă după plecarea acestuia un an mai târziu, nu a mai fost recrutat niciun înlocuitor.
În iunie 2016, Bulucea părăsea rolul de conducere din cadrul Google România, fiind promovat pe o poziție superioară la biroul companiei din Singapore. Patru luni mai târziu, este găsit un nou manager al biroului din București în postura Elisabetei Moraru, angajată cu vechime în cadrul companiei locale.